# Billy Brown
Billy Brown (Inglewood, California; 30 de octubre de 1970) es un actor estadounidense. En el año 2014 Brown comenzó a actuar en la serie producida por Shonda Rimes, How to Get Away with Murder. Es conocido también por sus roles en las series de televisión Lights Out, Dexter, Sons of Anarchy, y Hostages.

## Vida y carrera
Brown nació y fue criado en Inglewood, California. Se hizo popular por su rol del detective Mike Anderson en la serie de Showtime, Dexter en los años 2011 y 2012. Previamente participó haciendo el papel del boxeador Richadrd "Death Row" Reynolds en la efímera serie de FX Lights Out. En el 2012 obtuvo un rol recurrente en la quinta temporada de Sons of Anarchy como August Marks. Fue también quien hizo la voz de Cliffjumper en la serie animada Transformers: Prime. En el año 2013, interpretó al detective Troy Riley en la primera temporada de The Following.
Brown formó parte del elenco junto a Toni Collette en la serie dramática de la cadena ABC Hostages durante los años 2013 y 2014. En el 2014, fue seleccionado junto a Viola Davis para el drama de ABC How to Get Away with Murder, producido por Shonda Rhimes.

## Filmografía

### Películas
| Año  | Título                                      | Papel               | Notas        |
| ---- | ------------------------------------------- | ------------------- | ------------ |
| 1993 | Geronimo: An American Legend                | Nativo americano    |              |
| 1993 | Dreamrider                                  | Chico en Boston     |              |
| 1997 | The Beautician and the Beast                | Bombero             |              |
| 1997 | The Lost World: Jurassic Park               | Trabajador de InGen |              |
| 2001 | Second Coming                               |                     |              |
| 2002 | The Wild Thornberrys Movie                  | Rhino               | Voz          |
| 2004 | Starship Troopers 2: Hero of the Federation | Pvt. Ottis Brick    |              |
| 2005 | House of the Dead 2                         | Griffin             | Telefilme    |
| 2008 | I Am Bubba                                  | Bubba               | Cortometraje |
| 2008 | Cloverfield                                 | Staff Sgt. Pryce    |              |
| 2008 | Lakeview Terrace                            | Patrolman           |              |
| 2009 | Race to Witch Mountain                      | Carson              |              |
| 2009 | Star Trek                                   | Med Evac Pilot      |              |
| 2018 | Proud Mary                                  | Tom                 |              |

### Televisión
| Año       | Título                            | Papel                        | Notas |
| --------- | --------------------------------- | ---------------------------- | --- |
| 2004      | CSI: NY                           | George Thomas                | Episodio: "Grand Master"                                                                                     |
| 2004      | NCIS                              | Chief Petty Officer Velat    | Episodio: "Heart Break"                                                                                      |
| 2005      | Cold Case                         | Donald Williams              | Episodio: "Strange Fruit"                                                                                    |
| 2005–2006 | E-Ring                            | MSgt. Meeks                  | 3 episodios                                                                                                  |
| 2007      | Criminal Minds                    | Det. Ware                    | Episodio: "Fear and Loathing"                                                                                |
| 2007      | Backyards & Bullets               | Craig Winslow                | Piloto de TV no vendido                                                                                      |
| 2007–2008 | Dirt                              | Tweety McDaniel              | 3 episodios                                                                                                  |
| 2009      | Southland                         | Talib                        | 2 episodios                                                                                                  |
| 2009      | Californication                   | Marcy's Date                 | Episodio: "The Land of Rape and Honey"                                                                       |
| 2010      | CSI: NY                           | Business Pedestrian          | Episodio: "Unfriendly Chat"                                                                                  |
| 2011      | Reconstruction                    | Sam                          | Piloto de TV no vendido                                                                                      |
| 2011      | Lights Out                        | Richard 'Death Row' Reynolds | 11 episodios                                                                                                 |
| 2012      | Law & Order: Special Victims Unit | Joe Marshall                 | Episodio: "Official Story"                                                                                   |
| 2011–2012 | Dexter                            | Det. Mike Anderson           | 11 episodios Nominado—Screen Actors Guild Award for Outstanding Performance by an Ensemble in a Drama Series |
| 2013      | The Following                     | Troy Riley                   | 3 episodios                                                                                                  |
| 2012–2014 | Sons of Anarchy                   | August Marks                 | 13 episodios                                                                                                 |
| 2013-2014 | Hostages                          | Archer Petit                 | 15 episodios                                                                                                 |
| 2014      | Legends                           | Robert McCombs               | Episodio: "Rogue"                                                                                            |
| 2014–2020 | How to Get Away with Murder       | Detective Nate Lahey         | Elenco principal, serie de TV de ABC                                                                         |
| 2015      | Stakes                            | The Vampire King             | |

### Videojuegos
| Año  | Título               | Papel          | Notas |
| ---- | -------------------- | -------------- | ----- |
| 2000 | Jet Set Radio        | DJ Professor K | Voz   |
| 2002 | Jet Set Radio Future | DJ Professor K | Voz   |
| 2004 | Hot Shots Golf Fore! | T-Bone         | Voz   |